# Chloroclystis obscurevirescens
Chloroclystis obscurevirescens là một loài bướm đêm trong họ Geometridae.